# Лобановская, Ирина Игоревна
Ири́на И́горевна Лобано́вская (настоящая фамилия — Лобко-Лобановская; 10 июля 1949 — 13 марта 2024) — русская писательница, прозаик, журналистка, член Союза писателей Москвы.

## Биография
Ирина Игоревна Лобановская родилась в Москве 10 июля 1949 года, в ней же и выросла.

В 1973 году окончила факультет журналистики Московского государственного университета имени Ломоносова; специальность — журналистика. Ученица Д. Розенталя.

Свыше 30 лет[сколько?] проработала журналистом.

Как прозаик, начала публиковаться в начале семидесятых годов XX века.

Первые рассказы Ирины Игоревны были напечатаны в журналах «Сельская молодёжь» и «Студенческий меридиан». Потом она поучаствовала в наполнении коллективного сборника «Снег первый» издательства «Детская литература».

Затем были публикации рассказов в «Литературной газете», «Литературной России», «Московском комсомольце».

Также Ирина Игоревна неоднократно участвовала в совещаниях молодых писателей.

### Личная жизнь
- Проживала в Москве, в районе метро Киевская (Хамовники).
  - Сын Рожков Кирилл (1976 года рождения), окончил Литературный институт имени Горького.

Умерла 13 марта 2024 года в Москве в возрасте 74 лет.

### Публикации
В середине девяностых годов она написала сразу несколько повестей и романов, множество рассказов, которые публиковались в журналах «Русский переплёт», «Русская жизнь», «Юность», «Пролог», «Кольцо „А“», «Слово».
- В 2001 году в издательстве «Макс-Пресс» вышел сборник повестей Ирины Игоревны «После третьего звонка».
- В 2002 году в том же издательстве был опубликован сборник повестей и рассказов под общим названием «Стриптизёр».
- В 2002 году:
  - в издательстве «АСТ» вышел её роман «Что мне делать без тебя?»,
  - в издательстве «Центрполиграф» — два романа под общим названием «Мужской стриптиз».
    - Два последних романа были презентованы весной 2004 года на 16-й Международной книжной ярмарке в Москве на ВВЦ.
- На 17-й Международной книжной ярмарке в Москве на ВВЦ в том же году в сентябре были презентованы книги:

| - «Мужской стриптиз», | - «Медовый месяц», | - «Пропустите женщину с ребёнком». |

- В том же 2004 году:
  - в издательстве «АСТ» вышел роман «Жена из России»,
  - в издательстве «Центрполиграф» — романы:
    - «Медовый месяц»,
    - «Пропустите женщину с ребёнком»,
    - «Анатомия развода»,

  - был также переиздан роман «Мужской стриптиз»,
    - на этот раз — вместе с рассказами.

Почти все книги выдержали несколько переизданий.
- В 2005 году:
  - издательство «АСТ» выпустило книги:
    - «Женщины президента» и
    - «Мост для влюблённых».

  - В издательстве «Центрполиграф» вышли её книги:

- «Звезда эстрады»,
- «Дорогая кузина»,
- «Бабье лето»,
- «Любит — не любит».

- - Эти и другие книги были презентованы на 18-й Международной книжной ярмарке на ВВЦ осенью того же года.
- В 2006 году:
  - весной состоялись презентации книг:
    - в магазине «Молодая гвардия» и
    - на 9-й Национальной книжной выставке-ярмарке на ВВЦ.

  - В издательстве «Центрполиграф» вышли книги новой серии «Семейные тайны»:

- «Замужем за олигархом»,
- «Неземная девочка»,
- «Цена ошибки»,
- «Жду, надеюсь, люблю».

- - Осенью того же года прошла презентация на 19-й Международной книжной ярмарке на ВВЦ.
- В серии «Семейные тайны» были переизданы книги:

- «Медовый месяц»,
- «Пропустите женщину с ребёнком»,
- «Замужем за олигархом»,
- «Неземная девочка».

## Список произведений
- «Анатомия развода»;
- «Бабье лето»;
- «Бестолковая любовь»;
- «Дорогая кузина»;
- «Жду, надеюсь, люблю…»;
- «Жена из России»;
- «Женщины президента»;
- «Звезда эстрады»;
- «Злейший друг»;
- «Измайловский парк»;
- «Искушение»;
- «Лондаколор»;
- «Медовый месяц»;
- «Мужской стриптиз»;
- «Неземная девочка»;
- «После третьего звонка»;
- «Пропустите женщину с ребёнком»[3];
- «Цена ошибки»;
- «Что мне делать без тебя?»;

## Интересные факты
- С 1994 года Ирина Игоревна занималась преподавательской деятельностью[4], в том числе в ИМПЭ им. А.С. Грибоедова — с 2014 года[5].
- Жанр, в котором писала Ирина Игоревна, издатели называют «любовные романы», «остросюжетные любовные романы», «современные любовные романы» и «современная проза».